# Sindaci di Campagna
Cronotassi parziale dei sindaci di Campagna, dal 1441 al 1800 e dal 1960 ad oggi.

## Regno d'Italia (1861-1946)

### Istituzione dell'ordinamento podestarile (1926)
Durante il Fascismo il ruolo di sindaco cittadino veniva svolto dal Podestà.
Uno dei più rinomati fu Carlino D'Ambrosio, noto per il suo tacito appoggio dato agli ebrei confinati a Campagna durante la seconda guerra mondiale.

## Repubblica Italiana (1946-)
| Periodo           | Periodo          | Primo cittadino     | Partito                         | Carica      | Note  |
| ----------------- | ---------------- | ------------------- | ------------------------------- | ----------- | ----- |
| 1960              | 1964             | Antonio D'Ambrosio  |                                 | Sindaco     |       |
| 1965              | 1966             | Antonino D'Ambrosio |                                 | Sindaco     |       |
| 1967              |                  |                     |                                 | Comm. pref. |       |
| 1968              |                  | Vincenzo Elefante   |                                 | Sindaco     |       |
| 1968              | 1969             | Mario Trotta        |                                 | Sindaco     |       |
| 1970              | 1971             | Mario Trotta        |                                 | Sindaco     |       |
| 1972              | 1975             | Romualdo Barbato    |                                 | Sindaco     |       |
| 1976              |                  | Gennaro Rizzo       |                                 | Sindaco     |       |
| 1977              | 1978             | Pasquale Mirra      |                                 | Sindaco     |       |
| 1978              | 1979             | Luigi Onnembo       |                                 | Sindaco     |       |
| 1980              |                  | Gennaro Rizzo       |                                 | Sindaco     |       |
| 1981              | 1982             | Luigi Onnembo       |                                 | Sindaco     |       |
| 1982              |                  |                     |                                 | Comm. pref. |       |
| 1982              | 1988             | Pasquale Mirra      |                                 | Sindaco     |       |
| 27 settembre 1988 | 7 giugno 1990    | Gennaro Rizzo       | Partito Socialista Italiano     | Sindaco     |       |
| 11 giugno 1990    | 11 febbraio 1992 | Gelsomino Guarnieri | Partito Socialista Italiano     | Sindaco     | [ 4 ] |
| 7 giugno 1993     | 1 marzo 1995     | Gerardo Rago        | Democrazia Cristiana            | Sindaco     | [ 5 ] |
| 1 marzo 1995      | 24 aprile 1995   | Vincenzo Ferraioli  |                                 | Comm. Str.  |       |
| 24 aprile 1995    | 27 maggio 1998   | Gerardo Rago        | Centro (Liste Civiche)          | Sindaco     | [ 4 ] |
| 30 maggio 1998    | 30 giugno 1998   | Pasquale De Lorenzo |                                 | Comm. pref. | [ 6 ] |
| 30 giugno 1998    | 30 novembre 1998 | Pasquale De Lorenzo |                                 | Comm. Str.  | [ 6 ] |
| 30 novembre 1998  | 10 giugno 2003   | Ettore Granito      | Centro-destra                   | Sindaco     |       |
| 10 giugno 2003    | 29 aprile 2008   | Biagio Luongo       | Centro-sinistra                 | Sindaco     |       |
| 29 aprile 2008    | 11 giugno 2013   | Biagio Luongo       | Centro-sinistra (Liste Civiche) | Sindaco     |       |
| 11 giugno 2013    | 1 giugno 2023    | Roberto Monaco      |                                 | Sindaco     |       |
| 1 giugno 2023     |                  | Biagio Luongo       | liste civiche                   | Sindaco     |       |